# Польський Спиш

Польський Спиш. Кордони історичного Спишу позначенчі зеленою лінією на сучасній карті, де територія Польщі позначена рожевим, а Словаччини — жовтим кольором (видно також невеличку частину словацького Спиша)

Польський Спиш — невеликий етнографічно-географічний регіон на півдні Польщі, є північно-західною частиною більшого історичного регіону Спиш (точніше Замагурський Спиш).

## Географія

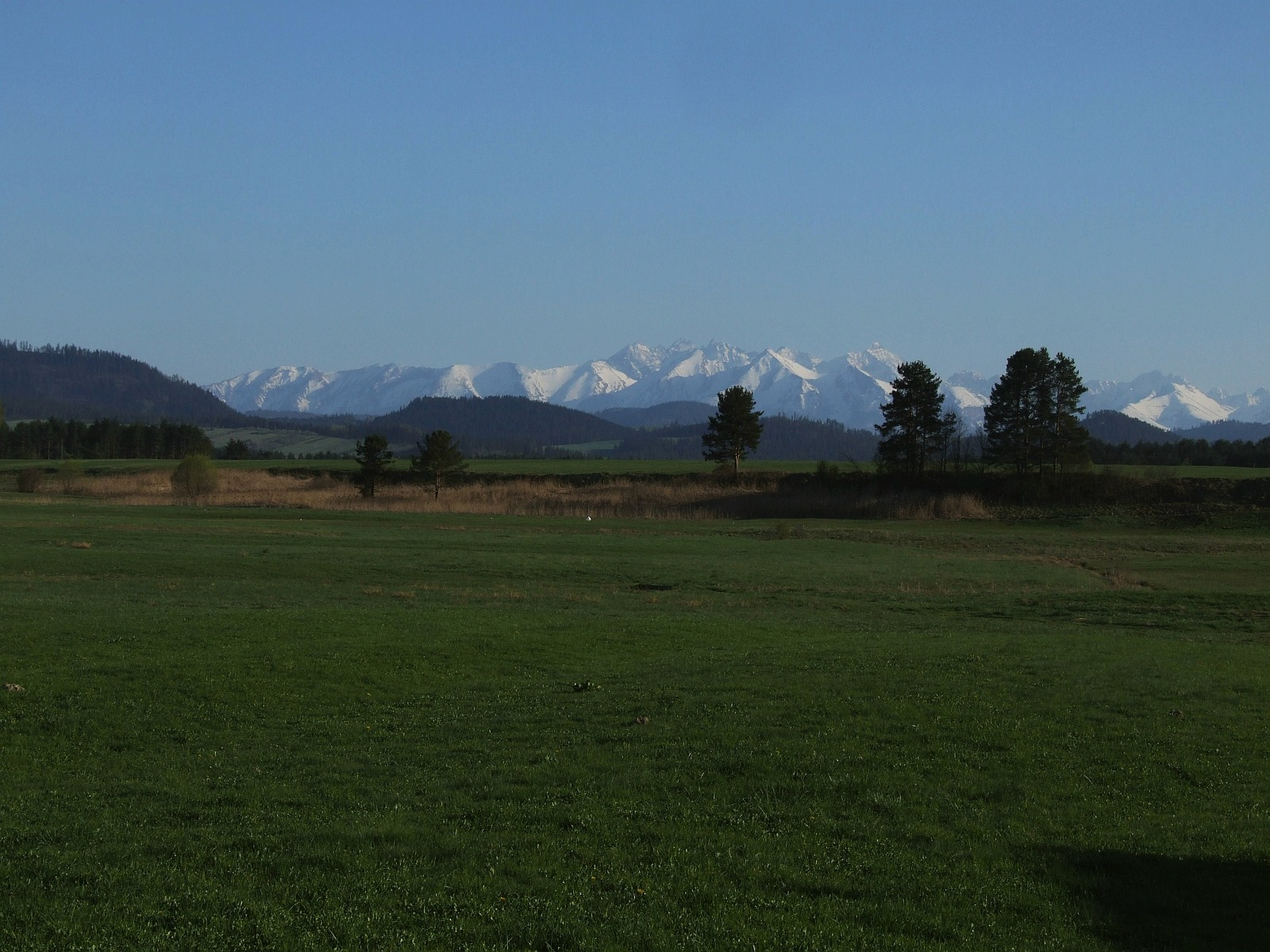
Польський Спиш біля Нової Бяли

Польський Спиш лежить між польсько- словацьким кордоном на півдні, та річками Бялка на заході та півночі та Дунаєць на північному сході. Історично Списький регіон також включає смугу землі на північ і захід від нинішнього русла річки Бялка в результаті зміни її русла в XVII столітті. Площа області 195,5 м км².
Через північну частину Польського Спишу проходить хребет Пеніни Спиські. Далі на південь знаходиться западина, зайнята долинами потоків Лапшанка і Трибський потік. За цією западиною, вже на кордоні зі Словаччиною, височіє хребет Списька Магура з найвищою вершиною Польського Спишу — Курашовським Верхом (1040 м).

## Адміністративний поділ
Польський Спиш не є самостійною адміністративною одиницею. Він складається з 14 сіл у трьох гмінах:
- Гміна Буковина Татранська (Татранський повіт):
  - Чарна Гура (слов. Čierna Hora, угор. Feketebérc, нім. Schwarzberg),
  - Юргув (слов. Jurgov, угор. Szepesgyörke, нім. Jörg),
  - Жепіска (слов. Repiská, угор. Répásfalu, нім. Ripsdorf),
- Гміна Лапше-Нижне (Новотарзький повіт ; єдина Гміна, яка повністю розташована в польському Спишському краї):
  - Фальштин (слов. Falštín, угор. Falstin, нім. Falkstein),
  - Фридман (слов. Fridman, угор. Frigyesvágása, нім. Friedmann),
  - Кацвін (слов. Kacvín, угор. Szentmindszent, нім. Katzwinkel[3])
  - Лапшанка (слов. Lapšanka, угор. Kislápos, нім. Kleinlapsch),
  - Лапше Нижнє (слов. Nižné Lapše, угор. Alsólápos, нім. Unterlapsch),
  - Лапше Вижне (слов. Vyšné Lapše, угор. Felsőlápos, нім. Oberlapsch),
  - Недзиця (слов. Nedeca, угор. Nedec, нім. Netzdorf),
  - Трибш (слов. Tribš, угор. Újterebes, нім. Trips),
- Гміна Новий Тарг (Новотарзький повіт):
  - Дурштин (слов. Durštín, угор. Dercsény, нім. Dürrstein),
  - Кремпачі (слов. Krempachy, угор. Bélakorompa, нім. Krempach),
  - Нова Бяла (слов. Nová Belá, угор. Újbela, нім. Neu Bela).

## Пам'ятки

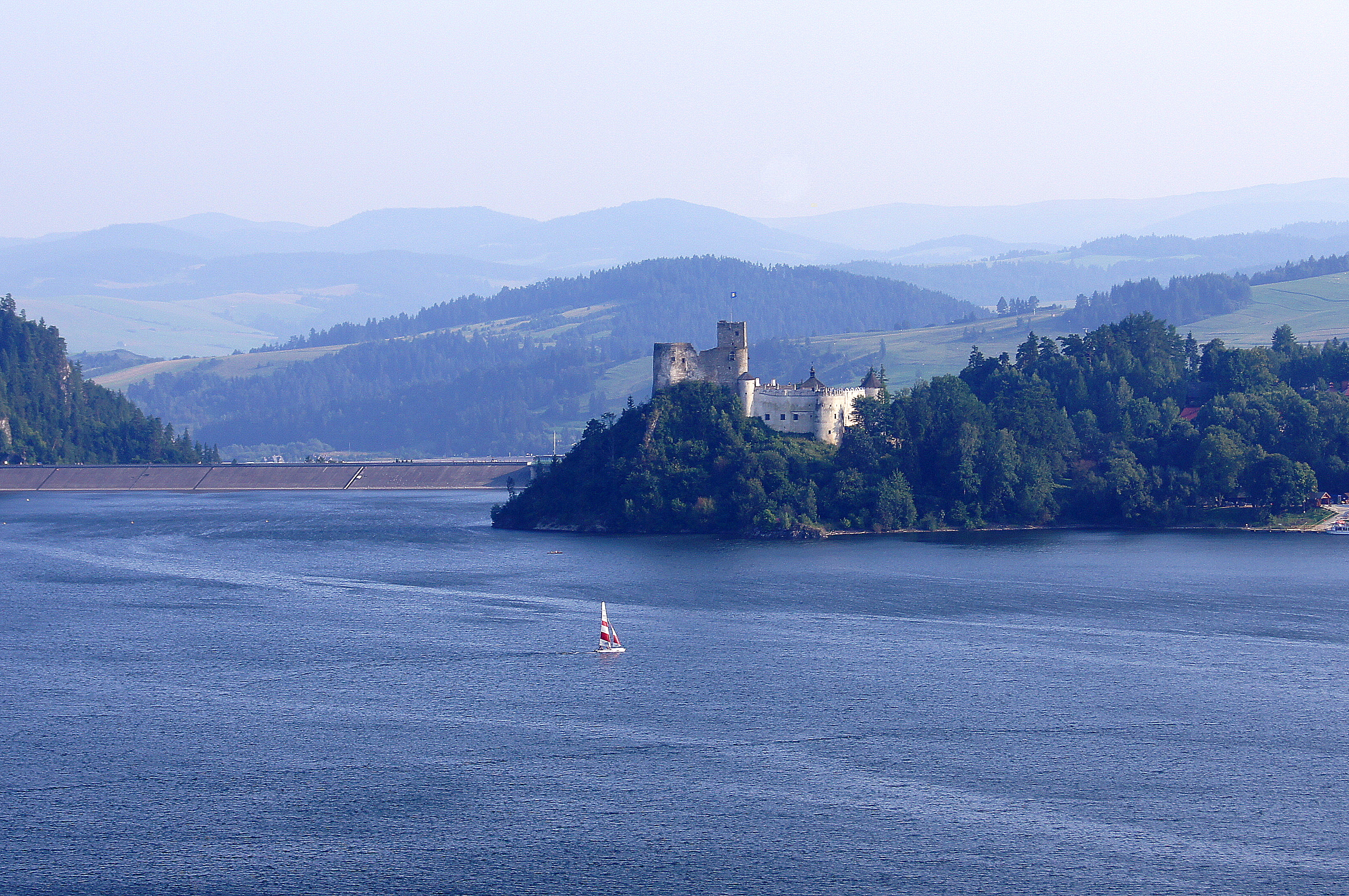
Замок в Недзиці

Народна культура Спиша, яка є за своїм походженням є горянською, століттями перебував під впливом Угорщини та Словаччини, є унікальною у Польщі. Спишани мають специфічний місцевий народний костюм і специфічний спосіб забудови як окремих садиб, так і цілих поселень.
Архітектура мурованих церков у Фридмані, Недзиці, Трибші, Лапше та Кацвіні характерна для Спиша та незвичайна для решти Польщі. Цінною пам'яткою є дерев'яна церква в Юргуві. Цікавими є пастуші хати на луках на південь від Юргува. Унікальними в Польщі є так звані спіжарні (зерносховища), що збереглися в Кацвіні.
Пам'яткою з довгою та інтригуючою історією є замок Недзиці. Туристичною пам'яткою є дамба на річці Дунаєць. Створене нею Чорштинське водосховище є рекреаційним центром.
Лісисті, гірські райони регіону Польського Спишу пропонують багато можливостей для туризму. Існує кілька велосипедних маршрутів. Взимку працюють гірськолижні підйомники в Юргуві, Чарній Гурі, Недзіці та Кацвіні.

## Історія

### До 1918 року
Території сучасного польського Спишу, ймовірно, належали Польщі до XI або XII століття. Перебіг польського південного кордону на той час точно невідомий і є лише орієнтовним. Пізніше вони потрапили під владу Угорського королівства. Вони не входили до складу земель, на які поширювалася Списька застава. Згодом ці території розділили долю всього Списького краю. Їх колонізацією займалась родина Берзевичів з Ломниці, яка в 1209 році отримала територію від річки Попрад до Сніжних гір, як тоді називали Татри. Центром влади в Замагурі був замок у Недзиці, побудований цією родиною близько 1320 року. Берзевичи володіли західним Замагуром до початку XVI ст. За часів безвладдя в Угорщині ці території переходили з рук в руки. У другій половині XVI століття цими територіями також керували польські магнати — Геронім Ласький, а після нього його син Ольбрахт Ласький, завжди виступаючи як піддані короля Угорщини. Останній продав свої права на Замагур Єжи Горвату з Палоці. Замагур залишався в руках родини Горватів близько століття. Подальші зміни наприкінці 17 століття, пов'язані з релігійними війнами та угорськими антигабсбурзькими повстаннями, поставили ці території під владу родини Джованелічів. Лише в 1776 році, після остаточного захоплення влади в Угорщині Габсбургами, Замагур повернувся до Горватів. З середини ХІХ ст., після ліквідації феодальних відносин, дворянські маєтки в Замагур'ї переходять до рук угорської родини Саламонів (у Нієдзіці) та німецької родини Юнгенфельдів (у Фальштині та Лапше Нижньому), які залишилися на цих територіях. до вступу Червоної армії.

### 1918—1924 роки
На відміну від районів Спиша, розташованих далі на південь і схід, у сучасному Польському Спиші збереглись компактні польськомовні поселення. З цієї причини після розпаду Австро-Угорщини наприкінці 1918 року Північний Спиш разом із північною Оравською та Цешинською Сілезією став предметом суперечки між новоствореними державами-спадкоємцями Австро-Угорщини: Польщею та Чехословаччиною. Обидві сторони базували свої територіальні вимоги на етнічному принципі, але визначення національної приналежності населення Замагурського Спишу виявилося нерозв'язною проблемою. Чехословацька сторона хотіла зберегти існуючий галицько-угорський кордон, тоді як польська сторона вимагала приєднання великих територій північного Спишу до складу Польщі.
Восени 1918 року по Спишу прокотилася хвиля антигабсбурзьких і антиугорських політичних виступів, після яких стало зрозуміло, що Будапешт втратив контроль над місцевою владою. Виник політичний вакуум, у якому Чехословаччина зробила перший крок, намагаючись організувати свою адміністрацію на спірних територіях. У середині листопада 1918 року в Любовні була створена Польська національна рада Спіша. Відразу після цього, за наказом тодішнього військового коменданта округу Новий Тарг Маріуша Заруського, частини польської армії — високогірська рота та підгальські стрільці — зайняли Яворину Татранську та Замагур'я разом із околицями. У ході цих дій польські війська були зупинені в сутичці під Кежмарком 8 грудня 1918 р. На окупованих територіях почалося встановлення польської адміністрації. 24 грудня 1918 р. у Попраді та 31 грудня 1918 р. у Чижному представники польської та словацької адміністрацій уклали тимчасові угоди про розмежування зон дії польської та чехословацької адміністрацій у Спишському краї.
13 січня 1919 року полковник Вікс, голова союзницької місії в Будапешті, посилаючись на наказ верховного головнокомандувача союзними силами маршала Фердинанда Фоша, зажадав від польського уряду вивести війська зі Спиша та Орави. Як згодом виявилося, маршал Фош не видавав такого наказу, а дії полковника Вікса були свавільними. Однак через кризу влади у Варшаві це не було перевірено вчасно, і польські війська залишили Спиш за наказом. 23 січня 1919 року ці території були окуповані чехословацькими військами. Ще один рейд польських військ на Спиш відбувся влітку 1919 року, коли угорська Червона армія наближалася до північного Спиша. Проте була виведена після досягнення Матлара. Виведення польських військ дозволило відновити чехословацьку адміністрацію, яка протидіяла польським прагненням. Маючи свободу дій на місці та симпатії більшості місцевого населення, чехословацька влада проводила інтенсивну пропагандистсько-націоналістичну кампанію серед горян Спишу. Поляки, зі свого боку, створили кілька організацій, які пробуджували польське національне почуття серед «Спиських горців» і надавали публічного розголосу польській справі в Спиші. У Кракові було засновано Крайовий комітет оборони Спиша, Орави, Чадецького та Підгалля, який очолив уже тяжко хворий Казімєж Пшерва-Тетмаєр, а опорою якого був священик Фердинанд Мачай . У Закопаному діяло Підгальське народне товариство .
На початку 1919 р. польсько-чехословацьку суперечку за Спиш, Ораву, Чадецьке та Заольже розглядала Вища Рада Версальської конференції. Спочатку союзники наказали Польщі та Чехословаччині провести прямі переговори, які відбулися в Кракові в липні 1919 р., але безрезультатно. Через невдачу переговорів Верховна Рада у вересні 1919 р. вирішила, що приналежність прикордонних областей Спиша буде вирішена плебісцитом . Польща вимагала проведення плебісциту на всій спірній території, включаючи тодішні повіти Кежмарок, Списька Стара Вес і Стара Любовня, а також частину Попрадського повіту на північ від дороги Смоковець — Мільбах — Ломніца. Однак Верховна Рада погодилася на плебісцит лише в окрузі Спишська Стара Вес та в гмінах Ждяр і Яворина Татранська в окрузі Кежмарок. Пізніше гміна Ждяр була виключена з плебісциту. Спірні території повинні були бути зайняті французькими військами і управлятися комісією союзників. Однак французькі війська зайняли Спиш лише в квітні 1920 р., і в такій незначній кількості, що це не завадило діям чехословацької влади. Тим часом вже в 1919 році обидві сторони розпочали масштабну пропагандистську кампанію. Під час нього відбулося кілька політично вмотивованих убивств — було вбито двох чехословацьких чиновників (терористичною боївкою ПВО (Польської військової врганізаці) і трагічно загинув один із польських активістів плебісциту, академічний викладач зі Львова — Юзеф Вишмерський. Польський плебісцитний комітет з проф. Валерієм Готелем на чолі. Представником Польщі в комісії союзників був д-р Й. Діль.
На початку липня 1920 р. Польща перебувала в критичній фазі боротьби з більшовиками. Скориставшись трагічним становищем Польщі, чехословацький уряд змусив Польщу відмовитися від списького плебісциту. 2 липня 1920 року Польща та Чехословаччина підписали у бельгійському місті Спа угоду, за якою вони відмовлялися від плебісциту та передавали рішення щодо спірних ділянок кордону Раді послів. Вердикт Ради був прийнятий швидко. 28 липня 1920 року Рада надала Польщі 13 сіл у Спиші з 8747 жителями, що займали загалом 195,5 км². Суперечка щодо Яворини та Ждяра все ще потребувала вирішення та була представлена на розгляд Ліги Націй. Резолюцією, прийнятою на конференції 12 березня 1924 р., Ліга залишила ці території Чехословаччині. На виконання цієї постанови 6 травня 1924 р. у Кракові Польща і Чехословаччина підписали протокол про делімітацію кордону, який 5 вересня 1924 р. затвердила Рада Послів. Єдине, що залишилося від польських претензій, це полегшення прикордонного руху у Високих Татрах. Також були внесені незначні зміни в ході кордону в рамках його остаточної делімітації.
Рішення ради амбасадорів було оцінено як невигідне для Польщі, а всю суперечку — як провал польської дипломатії. Наданий Польщі шматок Спиша був відрізаний від економічно пов'язаних територій Яворини Татранської (Долина Бялка). Протягом усього міжвоєнного періоду північний Спиш був зоною польської дипломатичної ірреденти .
Території Спиша та Орави, включені до складу Польщі, становили Спишо-Оравський округ з відділенням старости в Лапше Ніжне. У 1925 році польський Спиш був включений до Новотарзького повіту.

### 1938—1939 роки

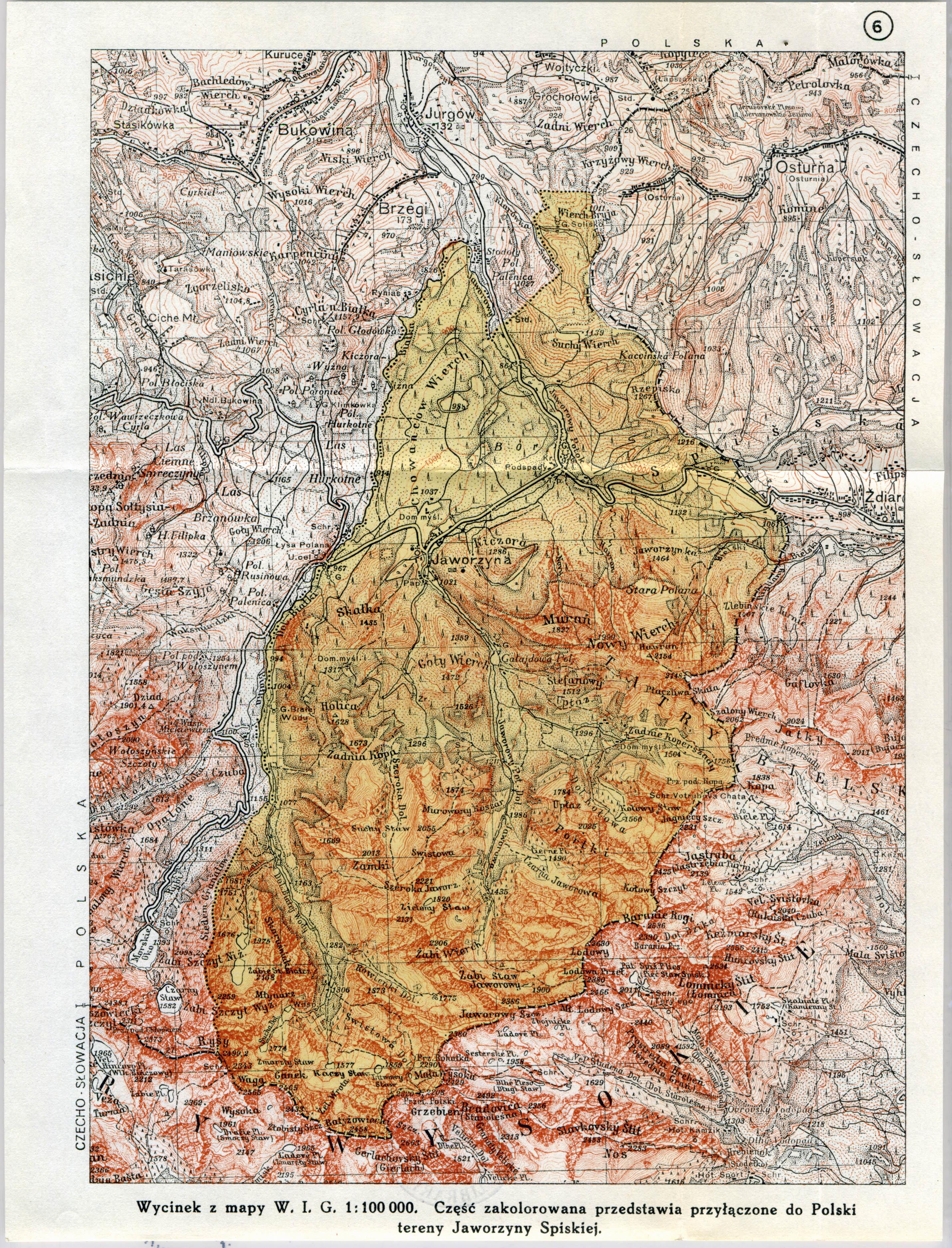
Одна з територій Спиша, анексованого Польщею на топографічній карті WIG 1939 року

У вересні 1938 р. Польща дедалі чіткіше почала формулювати свої територіальні вимоги до Словаччини. 25 жовтня 1938 р. генеральний консул Польщі в Братиславі представив владі тодішньої автономної Словаччини чітко сформульовані польські вимоги. Словацька влада погодилася вступити в переговори, але приєдналася до них лише після того, як польська загроза збройного вторгнення була повідомлена уряду в Празі 31 жовтня 1938 року польським посланцем Казимиром Папе. 1 листопада 1938 року відбувся обмін дипломатичними нотами. Польща надала Чехословаччині місячний термін для демаркації кордону відповідно до вимог Польщі. Перше засідання делімітаційної комісії відбулося 16 листопада 1938 року в Жиліні. Після польсько-чехословацьких зіткнень у районі Чадца 18 листопада, а також після нападу місцевого населення на польську комісію в Ораві-Подзамек 24 листопада, польська делегація перервала переговори. 25 листопада 1938 року польська влада повідомила владі Словаччини, що спірні території будуть зайняті польською армією до обіду 27 листопада. 26 листопада словаки евакуювали свої війська та владу з цих районів. 27 листопада відбулася сутичка між польськими та чехословацькими військами під Ждяром, а 29 листопада — під Смерджонкою. 25 листопада в Чорштині відбулася зустріч польської та чехословацької комісій (фактично представників словацької автономії), 27 листопада в готелі «Маратон» у Закопаному було відновлено переговори, а 1 грудня 1938 р. укладено угоду про розмежування кордону було підписано.
У Спиші до Польщі належали:
- частини муніципалітетів Татранська Яворина та Ждяр загальною площею 110 км², населений 530 людьми, разом із північними схилами головного хребта Татр разом із вершинами Задні Герлах і Лодовий Щит, які таким чином стали найвищими вершинами Польщі;
- село Лєшниця — 14,25 км² з 479 мешканцями;
- розташовані навпроти Жегестіва райони на річці Попрад біля сіл Медзібродіє та Сулін та територія всередині Попрадського меандру, яка називалася словацькою Łopata або Spišská Łopata, а до війни неправильно чеською Łopata[5];
- невеликі фрагменти територій, що належали до міст Szwaby Niżnie та Wyżne, Golembark (слов. Kalemberk, сьогодні Łysa nad Dunajcem)[6] та Лехниця, Śmierdzonka та Червоний кляштор, завдяки чому весь правий берег р. Дунаєць опинився в межах кордонів Польщі.

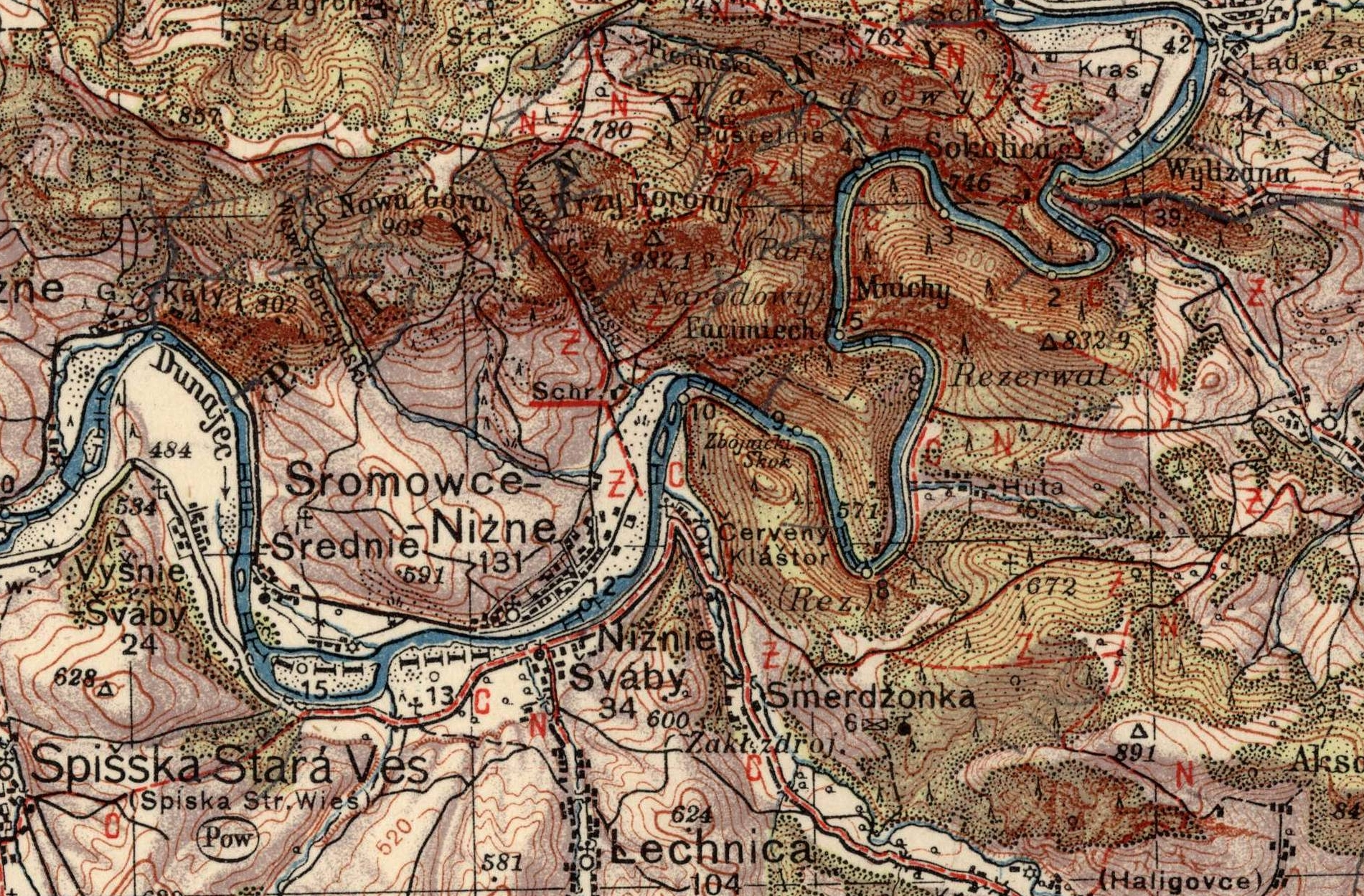
Села і селища, які в 1938р змінили національну приналежність, карта WIG від 1936р

Такий стан речей тривав до початку Другої світової війни. Після завоювання Польщі Третій Рейх передав Словаччині території, приєднані до Польщі в 1920 і 1938 роках, деякі з яких словацька армія вже зайняла під час вересневої кампанії. Відповідну угоду було підписано в Берліні 21 листопада 1939 року. 22 грудня 1939 року парламент тоді ще незалежної Словаччини включив ці землі до складу своєї держави.

### 1945—1958 роки
У січні 1945 року північний Спиш був окупований Червоною армією, яка не допустила жодних територіальних змін у цій місцевості. За тимчасовою угодою від 20 травня 1945 року Чехословаччина погодилася передати Польщі Спишські землі, приєднані до Польщі в 1920 році. У червні 1945 р. Тимчасовий польський уряд у Москві намагався вступити в переговори з Чехословаччиною щодо польських територіальних претензій, але переговорів взагалі не було. Тому на початку липня 1945 р. польська влада окупувала північний Спиш до довоєнних кордонів. Оскільки в Ораві відбулися сутички між польською та словацькою міліцією, 17 липня 1945 року армія зайняла Спиш.
Остаточна демаркація польсько-чехословацького кордону на Спиші відбулася згідно з угодою, укладеною у Варшаві 13 червня 1958 року. Тепер цей кордон проходить так само, як і в 1920—1938 роках.